# Asparaginsyra
Asparaginsyra (förkortas Asp eller D), är en av de 20 aminosyrorna som är byggstenar i proteiner. Dess sidokedja är sur. Syrans anjon, salter och estrar kallas aspartat.   
Asparaginsyra är liksom glutaminsyra en icke-essentiell, polär, sur aminosyra. Den finns oftast i L-form, men också i D-form. På syntetisk väg framställs ofta blandformer (olika DL-former). I kroppen kan den bildas via bland annat ureacykeln samt deltar i glukoneogenesen.
Exogent förekommer den i sockerväxter, vissa grönsaker (bland annat i sparris som gett syran dess namn), samt i kemiska sötningsmedel. Den kan agera som signalsubstans via NMDA-receptorn.
I den genetiska koden kodas asparaginsyra av två kodon: GAU och GAC.
Asparaginsyra spelar en viktig roll i människans ämnesomsättning, eftersom den vid enzymkatalyserad transaminering kan omvandlas till oxalacetat vilken i sin tur reagerar i citronsyracykeln.
Asparaginsyra har en molmassa på 133,1 Da, och är därmed en medelstor aminosyra. Den genomsnittliga förekomsten av asparaginsyra i protein är 5,5 %.
Aminosyran asparaginsyra (Asp, D) ska inte förväxlas med den nära besläktade aminosyran asparagin (Asn, N). I sidokedjan på asparagin (Asn, N) har hydroxylgruppen på karbonylkolet i asparaginsyra bytts ut mot en aminogrupp. 
Syrakonstanten pKa för karboxylgruppens sidokedja är 3,90. Den isoelektriska punkten för hela aminosyran är ca 3.

## Upptäckt
År 1806 upptäckte Pierre-Jean Robiquet och Louis Nicolas Vauquelin asparagin när de låtit saft från en sparrisplanta koncentreras genom avdustning. De lyckades inte fullborda en fullständig rapport på substansen, men det konstaterades att asparagin (namnet tillkom senare) innehöll väte, syre, kol och kväve. 
Francis Bacon upptäckte 20 år senare att kristaller bildades när alkohol adderades till extrakt av Läkemalva. Bacon ansåg detta vara ett salt av hydroxibutandisyra (även kallat äppelsyra) och gav det namnet ”Althèine”.
Auguste-Arthur Plisson upprepade Bacons försök ett år senare och insåg att han arbetat med samma substans som Robiquet och Vauqelin upptäckt 20 år tidigare. Plisson upphettade en lösning med substansen tillsammans med blyhydroxid. Han kunde sedan isolera en syra, som han senare gav det namn vi använder idag: Asparaginsyra (Aspartic acid).  

## Biokemi
Asparaginsyra är en icke-essentiell aminosyra vilket innebär att kroppen syntetiserar denna så till att möta kroppens behov. L-aspartat (protolyserad form) bildas vid transamineraing av oxalacetat i Krebs cykel.
Asparaginsyra kan användas för att bilda proteiner, oligopeptider, puriner, pyrimidin, nukleinsyror och L-arginin
Det finns hypoteser om att asparaginsyra har prestationsstimulerande effekter. Aminosyran tros ha effekter i både intensiv och långvarig ansträngning var vid L-aspartat lagrar glykogen i muskler och/eller stimulerar snabbare syntes av glykogen under träning.Ytterligare en teori är att L-aspartat kan fungera som tillfälligt substrat för energiproduktion i Krebs cykel samt stimulera omsättning av puriner och nukleotider. 

### Aspartat i bakterier
Aspartat är i bakterier en vanlig föregångare till de essentiella aminosyrorna lysin, metionin och treonin. Aspartokinas katalyserar en fosforylering av aspartat varvid aspartyl-beta-fosfat bildas. Bakterien E. coli reglerar sedan dessa med tre isozymer av aspartokinas.

### Neurotransmittor
D-asp är en neurotransmittor/neuromodulator. Den har upptäckts i synaptiska vesiklar och synaptosomer. Där frisätts den efter kemisk eller elektrisk stimuli.
D-formen av asparaginsyra är en endogen aminosyra som förekommer i ryggradsdjur och ryggradslösa djur, och spelar en viktig roll i det neuroendokrina systemet. Utöver detta är D-formen viktig i utvecklingen av nervsystemet. Under fosterutvecklingen hos fåglar och hos nyfödda däggdjur, uppstår kortvarigt en hög koncentration av D-asp i hjärnan och i retinan

## Livsmedel som innehåller asparaginsyra
Kroppen kan producera Asparaginsyra för att möta kroppens behov eftersom det är en icke-essentiell aminosyra. Det finns dock många livsmedel som är rik på just asparaginsyra, några är följande:
- Animaliska proteiner - kött, fisk, ägg, mejeriprodukter
- Grönsaker - lök, vitlök, svamp, betor, aubergine
- Baljväxt - ärtor
- Spannmål - majs, råg, korn, helvete
- Oljeväxter - cashewnötter, hästnötter, valnötter, mandlar, jordnötter, hasselnötter[10]